# 규방 (영화)
《규방》은 1968년 공개된 대한민국의 영화이다.

## 배역
- 김진규
- 문희
- 문정숙
- 윤정희
- 황정순
- 전계현
- 이충범
- 김민자
- 신영균
- 어윤길
- 유하나
- 고선애

## 수상
- 1969년 제6회 청룡영화상
  - 여우조연상 - 황정순
  - 특별상(신인감독) - 정소영